# Waldir Amaral
Waldir Amaral (Pilar de Goiás, 17 de outubro de 1926 — Rio de Janeiro, 7 de outubro de 1997) foi um radialista e locutor esportivo brasileiro.

## Carreira
Talentoso profissional de comunicação, foi um dos pioneiros na transformação das jornadas esportivas radiofônicas num verdadeiro show. Criou bordões que atravessaram todo o Brasil e tornaram-se referência nacional como “indivíduo competente”, “o relógio marca”, e “tem peixe na rede”. Criou também o apelido “Galinho de Quintino” que acompanha Zico até os dias de hoje.
Waldir iniciou sua carreira na Rádio Clube de Goiânia. No Rio de Janeiro, passou pelas rádios Tupi, Mauá, Continental, Mayrink Veiga, Nacional e Globo. Nesta última, por sinal, permaneceu de 1961 a 1983. Foi Waldir, ao lado de um dos diretores da Rádio Globo, Mário Luiz, o "criador intelectual" da vinheta "Brasil-sil-sil!", gravada pelo radialista Edmo Zarife durante as Eliminatórias da Copa do Mundo para 1970, para levar a seleção à frente, e que está no ar até hoje.
Waldir Amaral faleceu na madrugada de terça-feira, em 7 de outubro de 1997, 10 dias antes de completar 71 anos, na Clínica Rio-Mar, no Recreio dos Bandeirantes, Rio de Janeiro, vitimado por uma insuficiência coronariana.
Em sua homenagem, a rua Turf Club, no bairro do Maracanã, passou a se chamar R. Radialista Waldir Amaral. Rua, aliás, onde se encontrava a sede a Federação de Futebol do Estado do Rio de Janeiro (FERJ)
Em 2020, a FERJ com o objetivo de padronizar as divisões inferiores do Campeonato Carioca, criou a Taça Waldir Amaral, em sua homenagem.

## Bordões
Profissional extremamente criativo, Waldir Amaral costumava dizer vários bordões enquanto narrava a partida. Alguns bordões criados por ele:
"Tem peixe na rede do..."  Ele dizia se referindo ao time que levava gol do adversário.
"Choveu na horta do..."   Ele dizia se referindo ao time que fazia gol no adversário.
"É fumaça de gol" Ele dizia quando surgia uma oportunidade de gol: "Aproxima-se da área, é fumaça de gol..."
"Caldeirão do Diabo" A grande área: "Vai cruzar no caldeirão do Diabo"
"Indivíduo competente" Quem fazia o gol: "Indivíduo competente o Zico"
"Deeeeez, é a camisa dele!"
"O visual é bom, Roberto tem bala na agulha" Quando o jogador ia bater uma falta.
"Jogada Petróleo" Uma jogada muito boa que resultava em gol: "um golaço numa jogada jóia, uma jogada petróleo!"
"Estão desfraldadas as bandeiras do time" Ele dizia logo após o gol.
"Deixa comigo" Dizia logo após a vinheta do seu nome.
"O relógio marca" Ele dizia quando dava o tempo de jogo.
Waldir foi um locutor original e que soube comunicar como poucos. Narrava pausadamente, com elegância e muito estilo. Foi um dos maiores radialistas esportivos de todos os tempos.